# Gustav Krupp von Bohlen und Halbach
Gustav Georg Friedrich Maria Krupp von Bohlen und Halbach, meestal aangeduid als Gustav Krupp (Den Haag, 7 augustus 1870 – Schloss Blühnbach, 16 januari 1950) was een Duits militair industrieel (Friedrich-Krupp A.G., later ThyssenKrupp). Hij werd geboren als de zoon van de Duitse diplomaat Gustav von Bohlen und Halbach Sr.
Von Bohlen Jr. volgde een opleiding tot jurist en was later werkzaam op het Duitse ministerie van Buitenlandse Zaken en als diplomaat.
In 1906 trouwde hij met Bertha Krupp, enige aandeelhoudster van het familiebedrijf Friedrich-Krupp A.G. Hij voegde haar naam bij de zijne en heette voortaan Gustav Krupp von Bohlen und Halbach. En hij nam de leiding over het bedrijf.
Vanaf 1908 bouwde het echtpaar Krupp de arbeidsvoorzieningen verder uit. Tijdens de Eerste Wereldoorlog richtte de onderneming zich op de Duitse oorlogsindustrie, omdat handel drijven met het buitenland als gevolg van de oorlog niet mogelijk bleek. Omdat veel mannelijke arbeiders in het leger moesten, zette het bedrijf veel vrouwelijke arbeidskrachten in. Het bedrijf leed na de oorlog verlies vanwege de ontwapeningspolitiek en de bezetting van het Ruhrgebied.
Krupp werd in 1924 directeur van een industriële bank. Van 1931 tot 1934 was hij president van het Duitse Rijksverband (vanaf 1933: Rijksstand) der Duitse Industrie. Van 1932 tot 1943 was Krupp directeur van de bestuursraad van de onderneming Friedrich-Krupp A.G. De nationaalsocialistische bewapeningspolitiek werd door Krupp verwelkomd en de productie nam in de jaren dertig (maar ook tijdens de oorlog) enorm toe. Gedurende de Tweede Wereldoorlog werkten er ruim 100.000 dwangarbeiders in de Krupp-fabrieken. In 1943 trad Krupp wegens ziekte af als hoofdbestuur van de onderneming. Hij werd opgevolgd door zijn oudste zoon Alfried Krupp. In 1944 vestigde hij zich op landgoed Blühnbach in Oostenrijk.
Na de oorlog werd Krupp gedagvaard om terecht te staan tijdens het Proces van Neurenberg en dan het Kruppproces wegens zijn aandeel in de oorlogsproductie. Wegens zijn zwakke gezondheid werd hij echter niet vervolgd.
Krupp von Bohlen und Halbach stierf op 79-jarige leeftijd op zijn landgoed Blühnbach.

## Onderscheidingen
- Gouden Ereteken van de NSDAP op 21 november 1940
- Wehrwirtschaftsführer

Martin Bormann · Karl Dönitz · Hans Frank · Wilhelm Frick · Hans Fritzsche · Walther Funk · Hermann Göring · Rudolf Hess · Alfred Jodl · Ernst Kaltenbrunner · Wilhelm Keitel · Gustav Krupp von Bohlen und Halbach · Robert Ley · Konstantin von Neurath · Franz von Papen · Erich Raeder · Joachim von Ribbentrop · Alfred Rosenberg · Fritz Sauckel · Hjalmar Schacht · Baldur von Schirach · Arthur Seyss-Inquart · Albert Speer · Julius Streicher